# Атамкуль
Атамку́ль (рос. Атамкуль, башк. Атамкүл) — село у складі Єрмекеєвського району Башкортостану, Росія. Входить до складу Тарказинської сільської ради.
Населення — 104 особи (2010; 137 в 2002).
Національний склад:
- башкири — 80 %